# 第6集团军 (德国国防军)
第6集团军（德語：6. Armee）是纳粹德国国防军在第二次世界大战期间的一个集团军，于1939年10月10日组建，其前身为第10集团军，在法国战役时编入B集团军群，在东线战场被编入南方集團軍，1944年被编入南乌克兰集团军群。曾参与比利时战役、法国战役、巴巴罗萨行动、藍色方案、下第聂伯河攻势、罗马尼亚战役、布达佩斯战役、维也纳战役。斯大林格勒战役期间被苏军包围殲滅，集团军司令保卢斯元帥向苏军投降。此外该集团军还参与了娘子谷大屠杀。斯大林格勒战役后，德国重建了该集团军。战争末期撤退至维也纳，后向美军投降。

## 指挥人事

### 集团军司令
- 瓦尔特·冯·赖歇瑙元帅：1939年10月10日—1941年11月29日
- 弗里德里希·保卢斯元帅：1941年12月30日—1943年1月31日
- 卡尔-阿道夫·霍利特大将：1943年3月5日—1944年4月7日
- 马克西米利安·德·安格利斯炮兵上将：1944年4月8日—1944年7月16日
- 马克西米利安·弗雷特-皮科炮兵上将：1944年7月17日—1944年12月22日
- 赫尔曼·巴尔克装甲兵上将：1944年12月23日—1945年5月8日

### 参谋长
- 弗里德里希·保卢斯少将：1939年10月26日—1940年9月3日
- 弗雷迪南德·海姆少将：1940年9月3日—1942年5月15日
- 阿瑟·施密特中将：1942年5月15日—1943年1月31日
- 沃尔特·温克少将：1943年3月6日—1943年3月10日
- 马克斯·赫尔曼·博克少将：1943年3月10日—1944年4月15日
- 赫尔姆特·沃特少将：1944年4月20日—1944年8月9日
- 路德维希·海因里希·盖德克少将：1944年8月15日—1945年5月8日

### 作戰參謀
- 安東-雷查德·馮·毛亨海姆-貝托爾斯海姆（英语：Anton-Reichard Freiherr von Mauchenheim genannt Bechtolsheim）男爵上校：1939年10月10日—1941年2月15日
- 赫爾穆特·弗爾特（Helmuth Voelter）上校：1941年2月15日—1942年6月1日
- 漢斯·埃爾克勒普（Hans Elchlepp）上校：1942年6月1日—1942年11月
- 恩斯特·海寧（Ernst Henne）少校：1942年11月—1943年1月
- 昆特·馮·貝洛（Günter von Below）中校：1943年1月—1943年1月31日
- 萊蒙・霍斯特（Raimund Hörst）上校：1943年3月6日—1943年9月17日
- 漢斯-格奧爾格·艾森曼（Hans-Georg Eismann）上校：1943年9月17日—1944年11月15日
- 奧托·馬可斯（Otto Marcks）中校：1944年11月15日—1945年1月20日
- 海因茨·圖普（Heinz Toop）中校：1945年1月20日—1945年5月8日

## 歷史

### 法国战役

第6集团军在西线的进军路线

第6集团军作为B集团军群的一部分，其任务是从比利时中部突破防线，与埃本-埃美尔的空降兵会合后，向K-W线的中心让布卢和阿尼进军。但是第3装甲师和第4装甲师被死死阻挡在让布卢和阿尼附近，对防线的突破宣告失败。5月15日，德军向列日发起总攻，但法军在付出惨重代价的情况下挡住了进攻。此时A集团军群已经强渡马斯河，威胁到英法联军的后方，法军被迫在16日撤退。第四装甲师损失了近50%的坦克，第3装甲师也损失了25%。随后，第6集团军步兵从奥德纳尔德一侧渡过斯海尔德河，第3和第4装甲师绕道西侧，参与了对敦刻尔克的包围。然后，第6集团军大军南下，6月5日从索姆河畔的佩罗讷突破法军防线，12日渡过马恩河，15日渡过塞纳河，17日渡过卢瓦尔河。在法国战役结束后，第6集团军被调到A集团军，防守诺曼底一侧。

### 巴巴罗萨行动

#### 布罗迪战役
1941年6月22日，巴巴罗萨行动开始。在南侧，44步兵师在23日夺取了沃洛德米爾，168步兵师从比利奇突破，并攻占波列茨基。苏军87步兵师被44师及168师包围在塞萊齊，于25日被击溃。298和299步兵师负责保护德军北部装甲矛头的侧翼。在27日，南侧德军推至里德基夫-萊什尼夫-柏斯台奇可-奥斯特里夫一带。位于最北边的56步兵师向科韦利进攻，并于6月28日攻占科韦利。111步兵师接管杜布诺防务，并向南攻占苏多比奇。7月1日，第6集团军推进至斯特里河。

#### 基辅战役
在基辅战役中，第6集团军的任务是对基辅正面进攻。79、113、262师从基辅北面渡过普里佩特河，从苏联第37集团军和第5集团军之间的奥斯泰尔达成突破，切断了2个集团军的联系。此时第1装甲集群已从克列缅丘格向北突破，第2装甲集群渡过杰斯纳河向南进发。9月19日，德军攻占基辅。9月23日，苏联东南方的37集团军全军覆没。至此，基辅战役基本结束。

#### 第一次哈尔科夫战役
在10月3日德军攻占奥廖尔后，为了策应中央集团军群进攻莫斯科，南方集团军应攻占哈尔科夫来掩护德军侧翼。同时，哈尔科夫是乌东的重工业基地和交通枢纽。10月6日，第6集团军攻占苏梅。10月7日，第6集团军从哈尔科夫南部突破，随后在12日攻占佐洛瓦，切断了哈尔科夫至罗斯托夫的铁路线。由于德军向莫斯科进攻，苏联没有足够的部队防守哈尔科夫，38集团军在争取到后迁工厂的时间后撤出哈尔科夫。24日，德军攻占哈尔科夫。27日，德军攻占别尔哥罗德。随后到来的泥泞让第6集团军停止了前进。

### 蓝色行动

#### 苏联对哈尔科夫的反攻
1月18日，苏联对哈尔科夫南部发起反攻，想要夺回哈尔科夫。1月18日，苏军从巴拉克列亚至斯拉维扬斯克的防线突破，第6集团军第44步兵师付出极惨重的代价守住巴拉克列亚，防止缺口扩大。苏联在25日攻占佐洛瓦后，德军迅速调遣第11军堵住了苏联前进的道路，反攻被遏制了下来。但是，苏军在伊久姆的突出部严重影响了哈尔科夫的防卫，对第6集团军造成了很大的压力，因此德军决定以一次钳形攻势消灭这个突出部。同时，苏联也希望通过一个钳形攻势夹断哈尔科夫。
5月12日，苏军抢先发动进攻。在哈尔科夫北侧，苏军攻占佩雷莫加。5月13日，苏联包围特诺瓦亚。同日，德军第3和第23装甲师对38集团军反击，迫使其进入防守。5月15日，德军发起解救特诺瓦亚的行动，5月17日，德军第3装甲师解围特诺瓦亚。在穆罗姆，德军撑住了苏联第28集团军的进攻。5月20日，德军发动全面反击，苏军被赶回出发点。
在哈尔科夫南侧的突出部爆发了更为激烈的战斗。苏联第6集团军先头部队迅速向西渡过奥廖尔河，向克拉斯诺赫拉德扑去。在突出部北侧，5月14日，苏军攻占比什金，并在17日将前线推进至巴什科尔托斯坦。就在这个危险的时候，克莱斯特的装甲集群从斯拉维扬斯克向北突破，于5月22日和第6集团军会师。苏联6、57集团军被包围。5月28日，苏联6、57集团军被全歼。

#### 攻向斯大林格勒

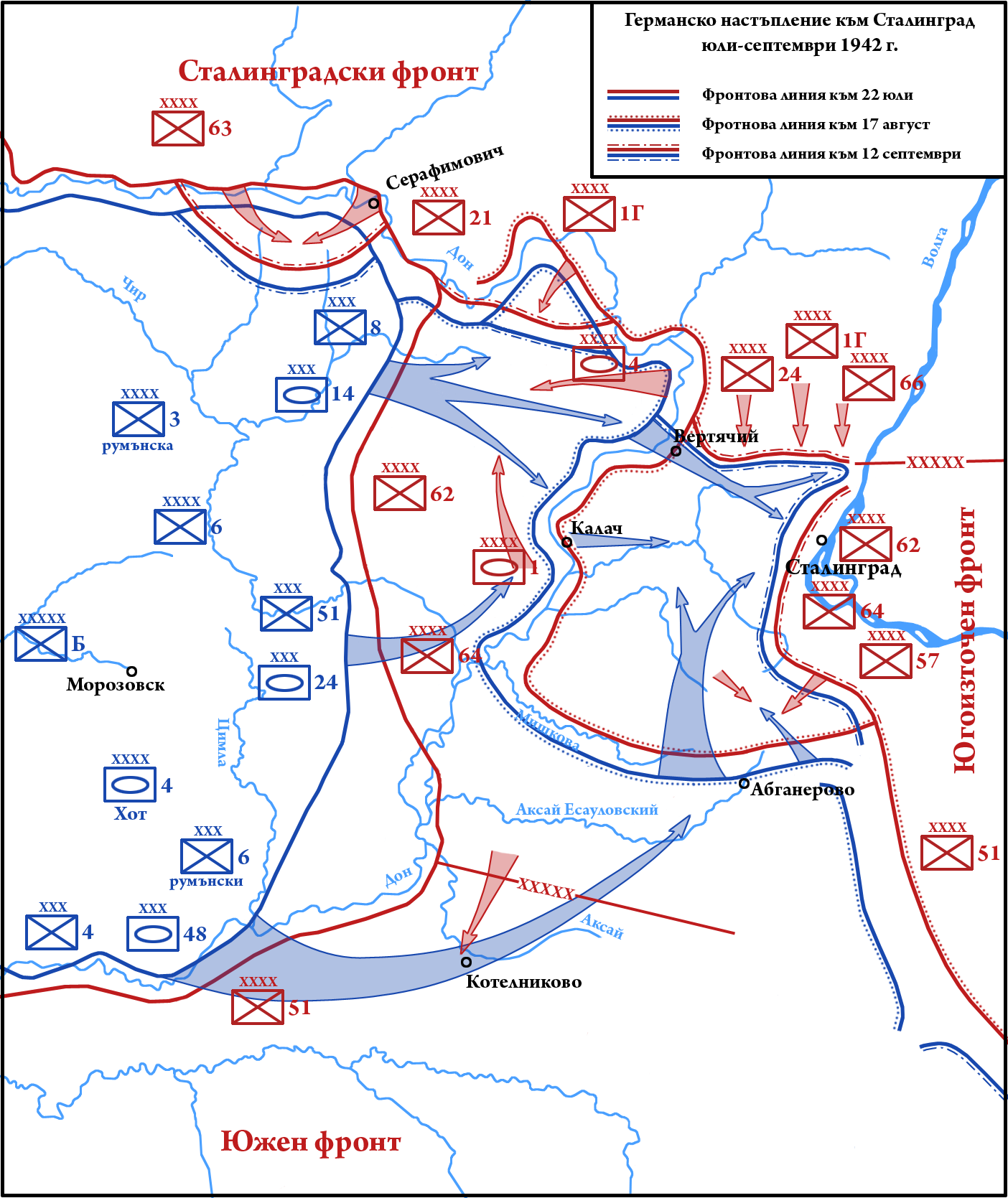
卡拉奇战役

6月30日，第6集团军的先头部队——第40装甲军率先出发，向旧奥斯科尔包抄而去，但是包围圈内没有任何苏联部队。第6集团军随即向南，7月6日，第3装甲军先头部队向南攻占了罗索希。7月9日，希特勒做出拆分南方集团军群的命令，第6集团军划入B集团军群，目标为斯大林格勒，行动代号为“苍鹭”。但是德军进攻重点放在A集团军群，第六集团军的燃油短缺，被迫止步于卡拉奇。7月20日，第6集团军恢复攻势，第14装甲军和24装甲军分别从卡拉奇北侧和南侧包抄卡拉奇。8月8日，包围圈闭合，包围了9个步兵师，2个摩托化步兵旅和7个坦克旅。 8月23日，德军继续前进，16装甲师从韦尔佳奇渡过顿河，攻向斯大林格勒近郊地段。同时，德国空军开始对斯大林格勒进行大规模轰炸。斯大林格勒战役开始了。

#### 在斯大林格勒巷战
第6集团军的先锋14装甲军一路向东进发，沿着鞑靼壕沟攻占了库兹米奇，并向东占领了伏尔加河的铁路轮渡枢纽。战斗从北部的工业区斯巴达科夫卡爆发。但是苏军第35师穿插到第3摩步师后方，切断了14装甲军。8月30日，德军打通和14装甲军的联系。51军赶到斯大林格勒战场，在正面方向进攻斯大林格勒的外环防线。此时第4装甲集群在外环防御圈南侧的加夫里洛夫卡打开了一个缺口，但保卢斯拒绝冒险达成包围，因为北部的14装甲军遭到了猛烈的进攻。9月2日，苏军放弃外环防线，撤向内环防御圈。
第6集团军负责对城北进攻。9月13日，德军对斯大林格勒市区的总攻开始，14日，71步兵师穿过市中心，攻到伏尔加河沿岸，将斯大林格勒切为两段。第24装甲师攻占中央火车站，第295步兵师攻占马马耶夫岗。16日，崔可夫命令近卫13步兵师和112师反攻马马耶夫岗。为了防止渡口北攻占，17日，苏联步兵第92旅和坦克第137旅渡过伏尔加河参与战斗。19日，德军攻占1号火车站。22日，斯大林格勒南部的苏军被全部消灭，德军攻占谷仓。崔可夫将他的指挥部搬到城市北部继续指挥战斗。27日，德军付出惨重代价后攻入红十月区外围。马马耶夫岗的斗争仍在继续。在经过激烈的拉锯战后，10月14日，第14装甲师突破112师和近卫37师的连接处，攻至伏尔加河，将斯大林格勒北部切成两段。20日，德军攻占拖拉机厂。27日，德军攻占巴里卡迪军械厂。月底，德军攻占斯巴达科夫卡郊区。德軍的軍事教條是基於協同作戰及坦克、步兵、工兵、火炮及攻擊機互相配合作戰。有鉴于此，为了进行有效反击，蘇軍指揮官采用前線部隊盡可能與德軍近身距離作戰的戰術；崔可夫稱這是緊抱德軍。這迫使德軍只能各自為戰或面對被友軍誤傷的危險；這樣令德軍減少空中及炮火支援。德军必须每条街每栋建筑和苏联人争夺，付出了极惨重的代价，耗费了许多时间。在11月1日，德军已经控制90%的城市。但是德军并未试图渡过伏尔加河切断斯大林格勒后方。
但是一场重大的危机即将降临在第6集团军上。德军的防线已经拉得过长。斯大林格勒南部由罗马尼亚第4集团军和第4装甲集团军构成，北部则由罗马尼亚第3集团军和意大利第8集团军构成。它们的武器完全比不上苏军。一场灾难即将来临。

#### 全军覆没

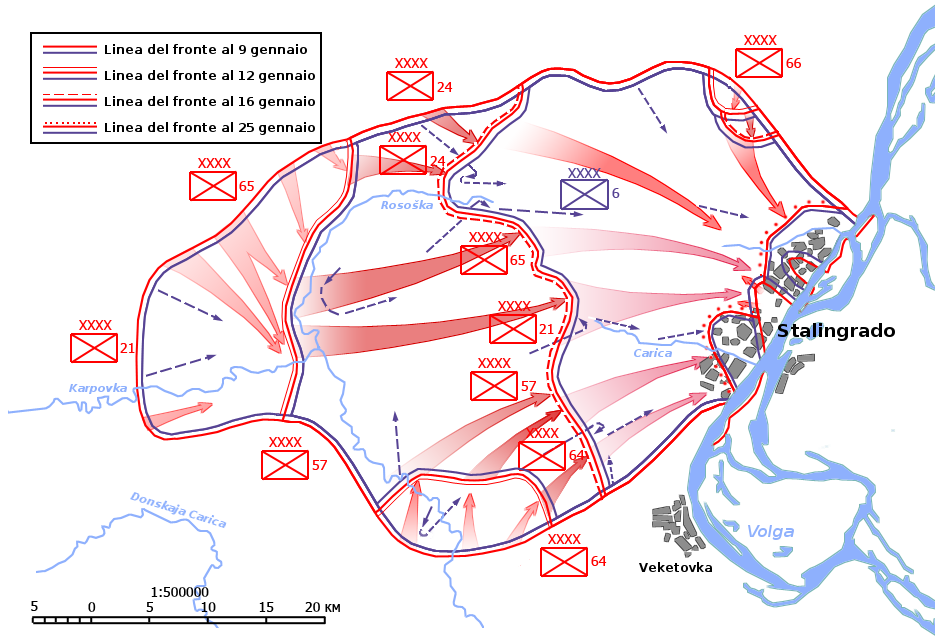
第6集团军最终覆灭

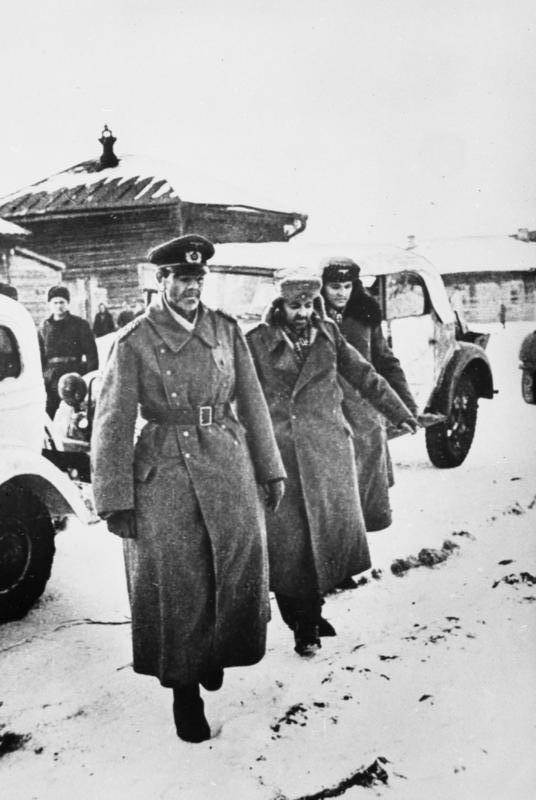
從指揮部走出的保盧斯，旁邊是他的副官威廉·亞當。保盧斯一度向希特勒要求允許投降蘇聯，以拯救麾下將士的性命。希特勒不但不應允，反而將保盧斯晉升為「德意志陸軍元帥」，德國史上從來沒有元帥投降，希特勒暗示保盧斯戰鬥到死或者自殺。保盧斯選擇生存，並在1943年1月31日向蘇軍投降，他表示：「既然升我為德國元帥，我就沒有必要為了那個奧地利的下士（希特勒）自殺」。

1942年11月19日，北线的罗马尼亚第3集团军被击溃。11月20日，南部的罗马尼亚第4集团军也被击溃。22日，苏军会师卡拉奇，切断了第6集团军的退路。保卢斯向希特勒要求自由行动权，但是希特勒不同意。11月23日，51军军长塞德利茨抗命后撤防线，想要迫使保卢斯宣布突围，结果94步兵师被苏军追击而失去战斗力。德国空军开始向第6集团军源源不断的输送物资，就像他们在德米杨斯克做的那样。但是被包围的人数过多，运输的物资远远跟不上需求量。1942年12月12日，德军发动冬季风暴行动，想要打通与第6集团军的通道，但被阻滞在阿克赛河。援助失败了。
但是，保卢斯依旧在坚守。1943年1月9日，保卢斯拒绝了苏联最后一次劝降。1月10日，苏军21、24、57、62、64、65、67共7个集团军对第6集团军发起总攻，指环行动开始。16日，皮托姆尼克机场被攻占。23日，包围圈内最后的机场——古姆拉克机场被攻占。德军的局势迅速恶化。26日，德军全部退入斯大林格勒城内，被切割为南北两段。31日，保卢斯投降。2月1日，包围圈内最后的部队——第11军宣布投降。斯大林格勒战役结束。第6集团军23万部队除了4万伤病被运出包围圈，其余全军覆没。

### 在乌克兰南部的战斗

#### 顿巴斯战役
1943年3月5日，在第三次哈尔科夫战役后，德国重建了第6集团军，由霍利特战役集群改名，仍由卡尔-阿道夫·霍利特率领，防御顿巴斯地区，前线为米乌斯河。1943年7月13日，苏军为了牵制乌克兰南部的德军部队，防止德国第6集团军和第1装甲集团军向库尔斯克支援，向米乌斯河发起进攻。但是苏军没能达成任何突破，仅仅在战斗第一天建立了一个桥头堡。但是这场战役也导致了库尔斯克战役德军被迫后撤。
库尔斯克战役后，德军遭遇重大失败，面临着严重的兵源短缺。在第四次哈尔科夫战役中，由于哈尔科夫形式危急，曼施坦因被迫抽调第6集团军的部队北上，这导致第6集团军兵力不足。8月18日，苏联近卫第2集团军从古比雪沃突破第6集团军防线，并迅速向南包抄。第二天，苏军已经推进到克伦卡河。8月23日，经过激战，苏军攻占阿姆夫罗西耶夫卡，将第6集团军切为两半。8月27日，希特勒飞至文尼察前线，曼施坦因试图劝说希特勒放弃顿涅茨，但这依旧是徒劳。8月29日，苏军前进至塔甘罗格港，封锁了29军的退路。第29军拼死决战，在费多罗夫卡撕开一个缺口，并于8月31日成功突围。德军试图后撤至龟防线，但事实证明，龟防线也是守不住的。北面的第1装甲集团军也发生了崩溃。9月8日，苏联收复斯大林诺。10日，苏联收复马里乌波尔。9月15日，希特勒终于下达撤向第聂伯河的命令。第6集团军撤向莫洛奇纳亚河，并控制着重要的枢纽——梅利托波尔，以免与克里米亚的第17集团军失去联系。

#### 梅利托波尔战役

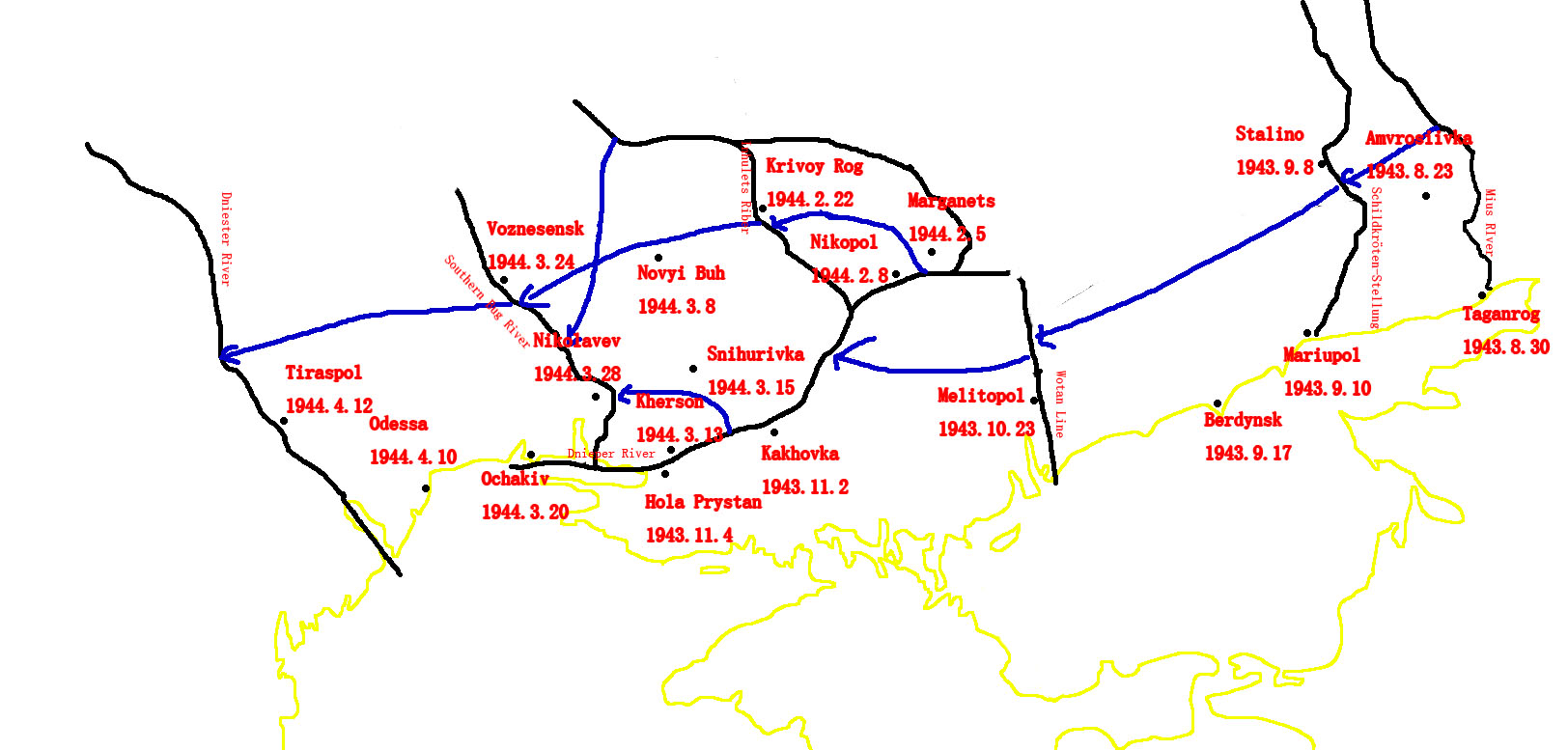
第6集团军在乌克兰，1943-1944

在10月14日苏军攻占扎波罗热后，形式已经变得万分危急。第6集团军面对乌克兰第4方面军（由南方方面军改编）和乌克兰第3方面军（由西南方面军改编）的28、44、51、突5、近2、近3共计6个集团军。早在9月26日，苏军对梅利托波尔以北地区发起强攻，但是未能达成突破。一直到10月10日，位于梅利托波尔以南的28集团军突破了德军防线，从南部向梅利托波尔包抄而去。托尔布欣迅速将主攻方向调至南面，10月23日，梅利托波尔被攻占。10月26日，霍利特不得不下令撤退。10月30日，苏军攻占克里米亚半岛东侧的格尼切斯克，并于11月5日彻底封锁了锡瓦什湖南面。在北侧，11月1日苏军前进至戈尔诺斯塔耶夫卡，并继续向西，于11月4日攻占秋鲁平斯克。至此，17集团军被封锁在克里米亚，赫尔松以南的第聂伯河南部全部被苏军收复。

#### 尼科波尔—克里沃罗格战役
在下第聂伯河攻势之后，德军希望能与克里米亚的17集团军打通交通线，保留了在尼科波尔的突出部。1944年1月30日，苏军37集团军对该突出部北部发起进攻，德军将其判断为主攻方向，将坦克主力投放到该地区。31日，苏军开始大规模进攻，苏联第8近卫军和46集团军迅速打开了一个突破口，并迅速被扩大。舍尔纳决定，违抗希特勒的坚守的命令，向后撤退。2月2日，德军开始撤退。为了打通向西撤退的道路，第3山地师和258师负责向缺口进攻，通过一次反击在巴萨夫鲁克以东建立了一条连贯的德军防线。其余的部队则渡过巴扎夫卢克河向西撤退。2月5日，苏军攻占阿波斯托洛沃。2月8日，南侧的乌克兰第4方面军占领了尼科波尔。2月11日，德军第4军反攻阿波斯托洛沃，继续为前线的部队争取时间撤退。德军最终成功撤出桥头堡，但是损失了几乎所有重武器。2月17日，苏军强攻克里沃罗格。22日，苏军攻占克里沃罗格。

#### 别列兹涅戈瓦托耶—斯尼吉廖夫卡战役
尼科波尔-克里沃罗格战役结束后，第6集团军后撤至因古列茨河，这场战役并没有给德军带来太大的损失。苏军希望迅速攻占新布格，随后强渡南布格河，解放敖德萨，并将战线推进至普鲁特河。3月6日，苏军乌克兰第三方面军向
德军特罗伊茨科—萨福诺沃一线发起强攻。晚上22点，骑兵机械化兵集群投入战斗，突破了德军防线。3月8日，苏军攻占新布格。为了彻底包围第6集团军，苏军主力南下巴什坦卡，但是苏军在弗拉基米罗夫卡至巴什坦卡一带被德军堵住，无法包围德军。德军意识到，应该迅速后撤至南布格河。德军步兵第17、第44军的部队遗弃火炮、坦克和车等大量技术装备，冲过南布格河，向尼古拉耶夫方向撤退。3月11日，苏军攻占别里斯拉夫，3月13日攻占赫尔松，15日攻占斯尼吉廖夫卡。至此，第6集团军被赶到南布格河以西地区。德军又丢弃了众多的重武器，9个师被击溃。

#### 敖德萨进攻战役
3月18日，苏军渡过南布格河，但是无力继续向西推进。3月26日，苏军在尼古拉耶夫登陆。3月28日，苏联第6集团军突破南布格河防线，攻占尼古拉耶夫。4月4日，苏军已经攻占敖德萨外围的拉兹杰利纳亚。德军开始向德涅斯特河和敖德萨撤退，但是依旧有许多部队被包围。4月7日，敖德萨被合围，4月10日，苏军收复敖德萨。第6集团军被迫撤入罗马尼亚境内。

### 在罗马尼亚战斗

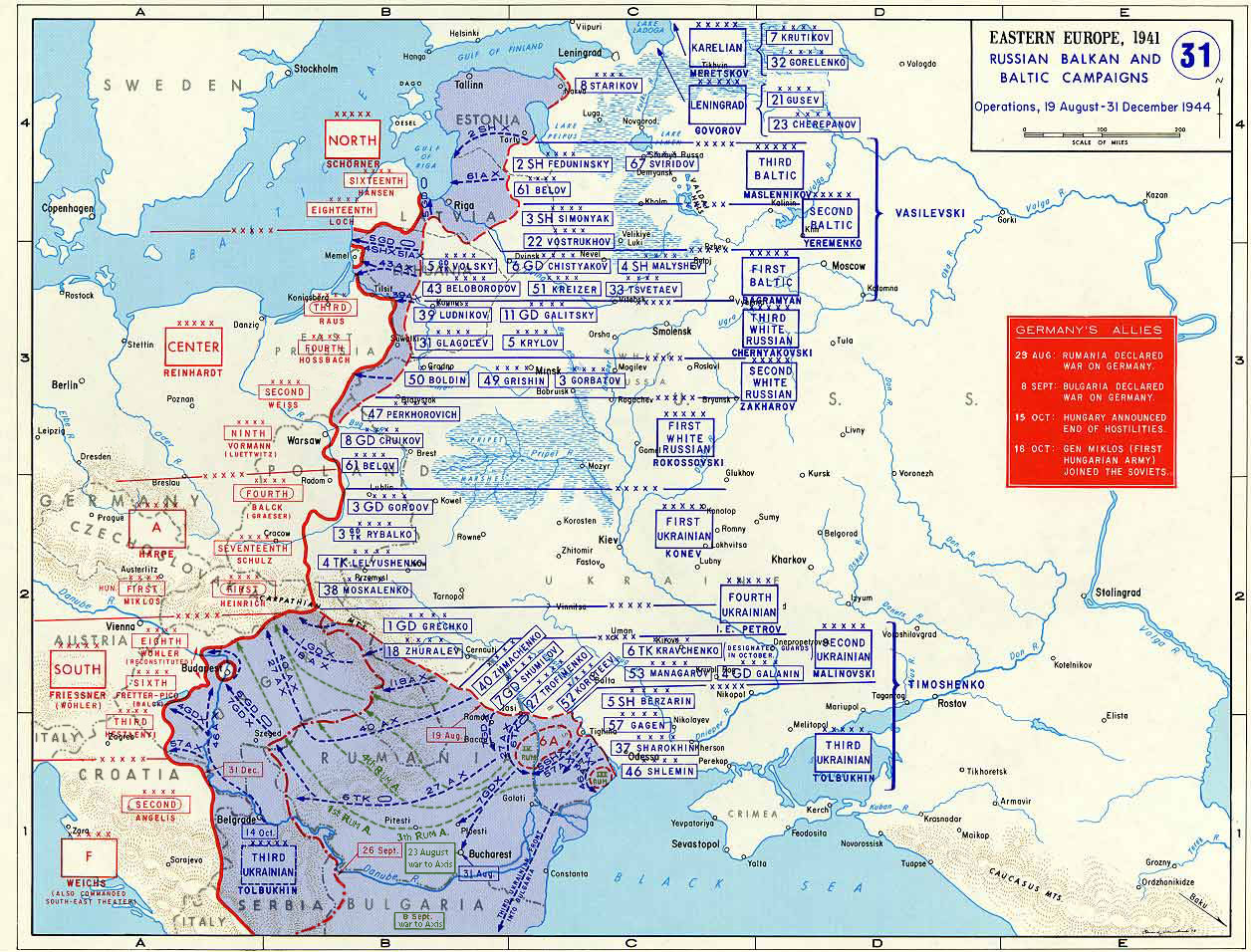
苏军的进攻，1944.8.19-12.31

在4月8日，苏联就向罗马尼亚东部发起了进攻，但是收效甚微，几乎没有什么进展。此时由于巴格拉基昂行动，德军装甲部队缺乏，因此抽调了南乌克兰集团军群的大部分装甲部队，装甲部队仅剩下第1罗马尼亚装甲师、德国第13装甲师和第10装甲掷弹兵师。这也在某种程度上导致了接下来一场战争的失败。
8月20日，苏联重新对该地区发起进攻。21日，苏军攻占雅西和特尔古弗鲁莫斯。8月22日，希特勒准许德军后撤到普鲁特河。但是此时，苏军已经封闭了包围圈，将德军合围。同日，苏军渡过德涅斯特河，并攻占了别尔哥罗德-德涅斯特罗夫斯基。8月23日，罗马尼亚发生政变，安东尼斯库下台，罗马尼亚加入同盟国。8月25日，罗马尼亚军队占领普雷代亚尔和布拉索夫。德军第6集团军主力被全歼，仅有少量部队逃出包围圈。8月30日，苏军进入布加勒斯特。剩余的德军稳步向匈牙利方向撤退。9月24日，苏军推进至匈牙利和罗马尼亚的旧的边界。

### 在匈牙利战斗

#### 德布勒森战役
保加利亚及罗马尼亚加入同盟国导致南乌克兰集团军群的战线上打开一个650公里的缺口，而匈牙利领袖霍尔蒂·米克洛什海军上将正准备单独与苏联签订和平协议，如果这成为事实，整个南方战线将会崩溃。此时苏联接到的任务是，向米什科爾茨、德布勒森及蒂薩河前進，及進入匈牙利平原，當進入平原後，發揮裝甲部隊的優勢，以消滅弗里斯納的集團軍、突入布達佩斯及指向斯洛伐克。但是德军已经向南方调遣了新的装甲师。第6集团军被部署在奥拉迪亚地区，面对苏联的近卫坦克第6集团军。
10月6日，苏军发动攻势。但是近卫坦克第6集团军被德军给堵在奥拉迪亚。但是西面的匈牙利第3集团军的防线被突破，第6集团军被迫后撤。12日，苏军攻占奥拉迪亚。第6集团军继续缓慢后撤，这期间发生的战斗被历史学家厄爾·F·齊姆克描述为「第二次世界大战其中一场最激烈的坦克战」。但是北边的德国第8集团军也发生了崩溃。守住德布勒森已经不可能。20日，德布勒森被攻占。第6集团军防线后撤至索尔诺克地区。

#### 布达佩斯战役
23日，德军在尼赖吉哈佐包围了苏军，战斗十分激烈，但这也导致了布达佩斯南面的防线十分薄弱。29日，苏军向着布达佩斯发起总攻。31日，苏军攻占凯斯凯姆。所幸援军迅速赶到，11月3日，苏军被阻挡在布达佩斯以南15公里处的佩斯泽特洛里克，而被迫后撤。在随后的战斗中，苏军切断了德军向北撤退的道路。
12月20日，苏军对布达佩斯发起总攻。23日，苏军攻占比斯克，26日，苏联军队切断了连接布达佩斯和维也纳的公路，完成对布达佩斯的合围。第6集团军部分军队，包括第1装甲师、第13装甲师、第8和第22党卫军,被包围在布达佩斯。1月初，德军发动康拉德行动，意图打通与布达佩斯的联系。1月1日，德国党卫军第4装甲军從塔塔市開始進攻，企圖穿越布達佩斯西北部的山地以突破蘇軍的包圍圈。1月2日，德军攻到比克斯克近郊，但在接下来的数日内未取得任何成果。1月7日，德军实施康拉德II号行动。德军武装党卫队第4装甲军从艾斯特根向布达佩机场斯发起进攻，试图夺取机场以便空军向城内空运补给品。这次攻势在机场附近遭到阻击而失败。1月17日，德军实施康拉德III号行动。这是极度猛烈的一场攻势。到第一天结束时，苏联前线出现了30公里宽60公里深的缺口，党卫军1月19日到达多瑙河，到1月21日，德国人已经占领了400平方公里的领土。1月22日，德军攻占塞克什白堡，到1月26日，它距离布达佩斯不到25公里。1月27日，苏军转入反攻，德军被迫撤退。
而在包围圈内，战斗越来越趋向于白热化。在费里海吉机场于1944年12月27日失手后，物资供应变得十分重要。德军将体育场或是赛马场等修建成机场。多瑙河中央的玛格丽特岛上也修建了机场。1945年1月17日，希特勒接受将所有余下守军从佩斯城撤退到布达城的建议。一月初，德军将多瑙河上的全部桥梁炸毁，进入布达坚守。经过6个星期战斗，苏军从3个不同方向突破守军防御，攻占盖勒山丘，苏军炮火范围最终能覆盖全城，而剩下的轴心国守军集中在少于2平方公里的范围，但他们仍然拒绝投降。他们逐街逐屋防守，与苏军士兵及坦克作战。这时布达自愿旅已归附于苏军向德军及自己国人进攻，又经过两天血战后，苏军攻占南部火车站，他们向城堡山进攻，2月10日，经过一轮交响乐式的炮轰，苏军在城堡山建立了桥头堡，同时将守军切成两半。
2月11日晚上有25,000名德军及匈牙利军开始从城堡山下来突围，最终有大约7,000名德军逃脱了。1945年2月13日剩余的守军最终投降。

#### 南风行动和巴拉顿湖战役

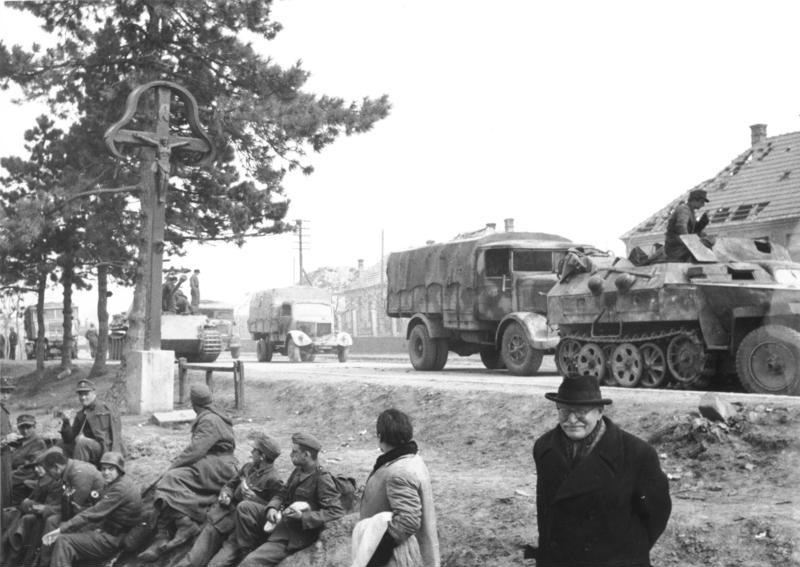
巴拉顿湖战役中行进的第6集团军装甲部队

到2月中旬，横跨加拉姆河的埃斯泰尔戈姆以北的苏联桥头堡是一个巨大的威胁。这个桥头堡危及匈牙利南部油田的安全，同时也打通了通往维也纳的直路。2月17日，德军对该桥头堡发起进攻，代号为南风。尽管行动本身是非常成功的，德军付出较小的代价消除了桥头堡，但不利的一面是苏联人早在春季觉醒行动开始之前就意识到第1装甲党卫军在匈牙利的存在。
3月6日，德军发动春季觉醒行动，希望能够占领匈牙利南部产油量大的纳吉卡尼萨油田。德国第6集团军与SS第6装甲集团军一起在巴拉顿湖南北发起了一次钳制运动。10个装甲师和5个步兵师袭击了乌克兰第3方面军，希望能到达多瑙河并与进攻巴拉顿湖以南的第2装甲集团军联系在一起。迪特里希的军队起初取得了“良好的进步”，但是当他们靠近多瑙河时，泥泞的地形和强大的苏维埃抵抗力量的结合使德国的前进陷入停顿。而南面的第2装甲集团军未能突破苏联防线。
3月16日，苏军发动反攻，德军被赶回出发位置。22日，德军被迫向匈牙利退却。第6集团军沿着巴拉顿湖北部退却，逐步撤向奥地利。

### 维也纳之战
在巴拉顿湖的攻势失败后，德军开始退却。乌克兰第3方面军的26和27集团军负责进攻第6集团军防线。德军在塞克什白堡进行了顽强的抵抗，但是依旧是徒劳的。3月26日，苏军突破拉布河防线，迅速向西推进。29日，苏军攻占瑙吉考尼饶，31日攻占松博特海伊。5月8日，苏军攻占阿姆施泰滕。5月9日，对逃亡的德军的追击仍在继续。苏军依次攻占布鲁克、莱奥本、马里博尔等6个城市。最终有部分德军逃至美军驻扎区向美军投降。

## 战斗序列
来源：.

### 1940年5月10日的战斗序列
- 第16装甲军
  - 第4步兵师
  - 第33步兵师
  - 第3装甲师
  - 第4装甲师
- 第4军
  - 第15步兵师
  - 第205步兵师
- 第11军
  - 第7步兵师
  - 第211步兵师
  - 第253步兵师
- 第9军
  - 第526步兵师
- 第27军
  - 第211步兵师
  - 第213步兵师
  - 第218步兵师
  - 第239步兵师

### 1941年6月22日的战斗序列
- 第17军
  - 第56步兵师
  - 第62步兵师
- 第29军
  - 第44步兵师
  - 第111步兵师
  - 第299步兵师
- 第44军
  - 第9步兵师
  - 第297步兵师
- 第55军
  - 第57步兵师
  - 第75步兵师
  - 第168步兵师
  - 第298步兵师

### 1942年5月12日的战斗序列
- 第4军
  - 第29步兵师
  - 第297步兵师
  - 第371步兵师
- 第8军
  - 第76步兵师
  - 第113步兵师
- 第11军
  - 第44步兵师
  - 第376步兵师
  - 第384步兵师
- 第14装甲军
  - 第16装甲师
  - 第3摩托化师
  - 第60步兵师
- 第51军
  - 第71步兵师
  - 第79步兵师
  - 第94步兵师
  - 第100步兵师
  - 第295步兵师
  - 第305步兵师
  - 第389步兵师
  - 第14装甲师
  - 第21装甲师

### 1943年重建后的编制
- 第24装甲军
- 第17军
- 第29军